# Justin Ress
Justin Ress (Cary, 3 agosto 1997) è un nuotatore statunitense.

## Carriera
Ai Mondiali di Budapest 2022 ha vinto la medaglia d'oro nella staffetta 4x100m stile libero, assieme a Caeleb Dressel, Ryan Held e Brooks Curry.

## Palmarès
- Mondiali

Budapest 2022: oro nei 50m dorso e nella 4x100m sl.
Fukuoka 2023: argento nei 50m dorso e bronzo nella 4x100m sl.